# Steinbruch Winnberg
Koordinaten: 49° 14′ 10,8″ N, 11° 28′ 26,3″ O

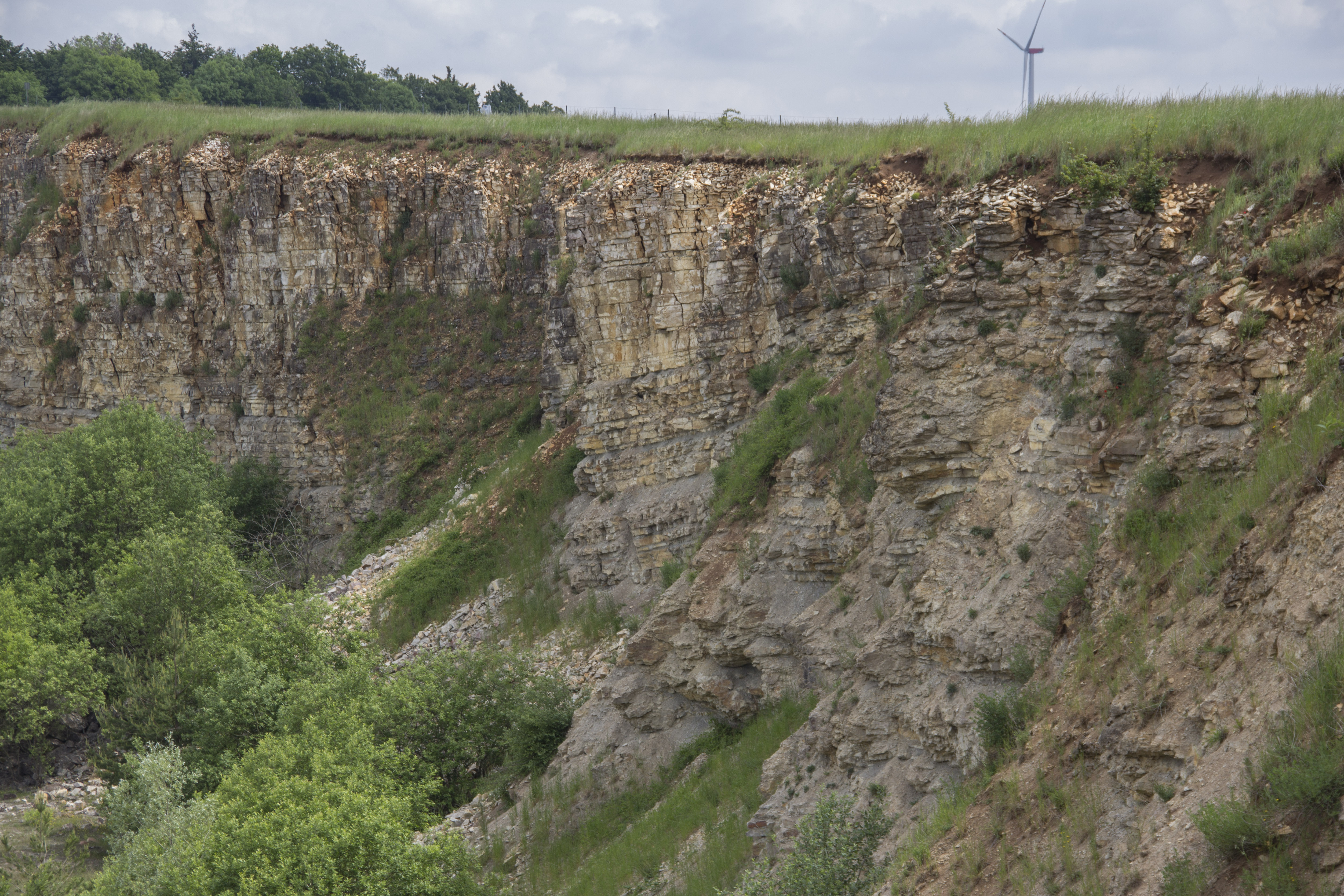
Steinbruch Winnberg

Der stillgelegte Steinbruch Winnberg in der Gemeinde Sengenthal bei Neumarkt in der Oberpfalz diente der Rohstoffgewinnung für die Zementherstellung durch die Georg Behringer KG und bis 1986 für die HeidelbergCement AG.
Mittlerweile befindet er sich im Eigentum der Wolfgang-Prüfling-Stiftung zur Förderung des Umwelt- und Landschaftsschutzes. Er darf allerdings nur nach vorhergehender Anmeldung und mit ausdrücklicher Genehmigung der Stiftung betreten werden. 
Geologen aus der ganzen Welt haben mittlerweile diese Fundstelle besucht, da sich hier die Schichten des Mittleren und Oberen Juras erschließen:
- Braunjura beta (Eisensandstein; fossilleer)
- Braunjura delta (Garantianen- und Parkinsonien-Schichten mit reicher meist schalenerhaltener Fauna: Ammoniten, Muscheln, Schnecken und auch Rostren des „Riesenbelemniten“ Megateuthis)
- Braunjura epsilon und zeta
- Mergel des Weißjura alpha mit reicher Kleinfauna (z. B. die kleinsten Belemnitenrostren der Welt Suebibelus pressulus)
- Bankkalke des Weißjura alpha

Um den Steinbruch führt ein Wanderweg, von dem aus man den Steinbruch betrachten kann. In der Nähe gibt es ein Lesesteinhaus (aus Lesesteinen, die von Feldern aufgelesen wurden), das den Wanderern als Schutzhütte dienen soll.

## Geotop
Der Steinbruch ist vom Bayerischen Landesamt für Umwelt als Geotop 373A011 ausgewiesen. Siehe hierzu auch die Liste der Geotope im Landkreis Neumarkt in der Oberpfalz.

## Einzelnachweis
1. ↑  Geotop: Ehemaliger Steinbruch nordöstlich von Sengenthal (Abgerufen am 22. August 2013; PDF; 178 kB)

- Hermann Schmidt-Kaler, Helmut Tischlinger, Winfried Werner:  Wanderungen in die Erdgeschichte, Band 4, Sulzkirchen und Sengenthal – zwei berühmte Fossilfundstellen am Rande der Frankenalb. 1992, ISBN 3-923871-64-3